# Anne Baxter
Anne Baxter (ur. 7 maja 1923 w Michigan City, zm. 12 grudnia 1985 w Nowym Jorku) – amerykańska aktorka filmowa, teatralna i telewizyjna. Laureatka Oscara za drugoplanową rolę w filmie Ostrze brzytwy (1946).

## Życiorys

### Lata wczesne
Baxter urodziła się w Michigan City, w stanie Indiana, jako córka Kennetha Stuarta Baxtera i Catherine Wright; jej dziadek Frank Lloyd Wright był architektem. Ojciec aktorki był znanym producentem alkoholi z Seagrams Distillery Co. Aktorka wychowywała się w zamożnym domu w Nowym Jorku i uczęszczała do prestiżowej szkoły Brearley. W wieku 10 lat, Baxter zagrała w sztuce na Broadwayu u boku Helen Hayes. Będąc pod wrażeniem aktorskich możliwości Hayes, powiedziała swojej rodzinie, że chce zostać aktorką. W wieku 13 lat zaczęła występować na Broadwayu. W tym okresie, nauczycielką Baxter była aktorka Marija Uspienskaja.

### Kariera
W wieku 16 lat Anne ubiegała się o rolę Pani DeWinter w Rebece, przegrywając z Joan Fontaine, gdyż reżyser Alfred Hitchcock, uważał ją „za zbyt młodą” do tej roli. Jednak aktorka zrobiła bardzo dobre wrażenie, co pozwoliło jej na podpisanie siedmioletniego kontraktu z wytwórnią 20th Century Fox. Jej pierwszą rolą był film 20 Mule Team z 1940 roku. Została zaproszona przez reżysera Orsona Wellesa do wystąpienia w jego filmie Wspaniałość Ambersonów (1942), opartym na powieści Bootha Tarkingtona. Baxter zagrała ponadto z Tyronem Powerem i Gene Tierney w Ostrzu brzytwy z 1946 roku, za który otrzymała Oscara za najlepszą rolę drugoplanową.
W 1950 roku wystąpiła w tytułowej roli w filmie Wszystko o Ewie, głównie ze względu na jej podobieństwo do Claudette Colbert, która początkowo została wybrana do tej roli. Baxter otrzymała nominację dla najlepszej aktorki pierwszoplanowej za rolę tytułową Ewy Harrington. Następnie w ciągu tego dziesięciolecia, Baxter kontynuowała karierę w profesjonalnym teatrze. Zgodnie z programem produkcji, Baxter pojawiła się na Broadwayu w 1953 roku u boku Tyrone’a Powera i Charlesa Laughtona w sztuce Ciało Johna Browna. W 1953 roku wystąpiła u boku Montgomery’ego Clifta w filmie Alfreda Hitchcocka Wyznaję.
W roli egipskiej księżniczki Nefertiri, wystąpiła wraz z Charltonem Hestonem w filmie Cecila B. DeMille’a Dziesięcioro przykazań (1956).
Po roku 1960 aktorka regularnie występowała w telewizji, grywając w serialach telewizyjnych takich jak Doktor Kildare czy Columbo.
Baxter powróciła na Broadway w 1970 roku w sztuce Applause, musicalowej wersji Wszystkiego o Ewie, ale tym razem w roli Margo Channing, którą w filmie grała Bette Davis. W 1983 roku zastąpiła Davis w roli w serialu telewizyjnym Hotel.
Aktorka posiada swoją własną gwiazdę w Hollywood Walk of Fame znajdującą się przy 6741 Hollywood Blvd.

### Śmierć
Baxter zmarła na tętniaka mózgu 12 grudnia 1985 r., idąc w dół Madison Avenue w Nowym Jorku. Została pochowana w majątku Franka Lloyda Wrighta w Lloyd Jones Cemetery w Spring Green w stanie Wisconsin.

## Filmografia

### Filmy fabularne

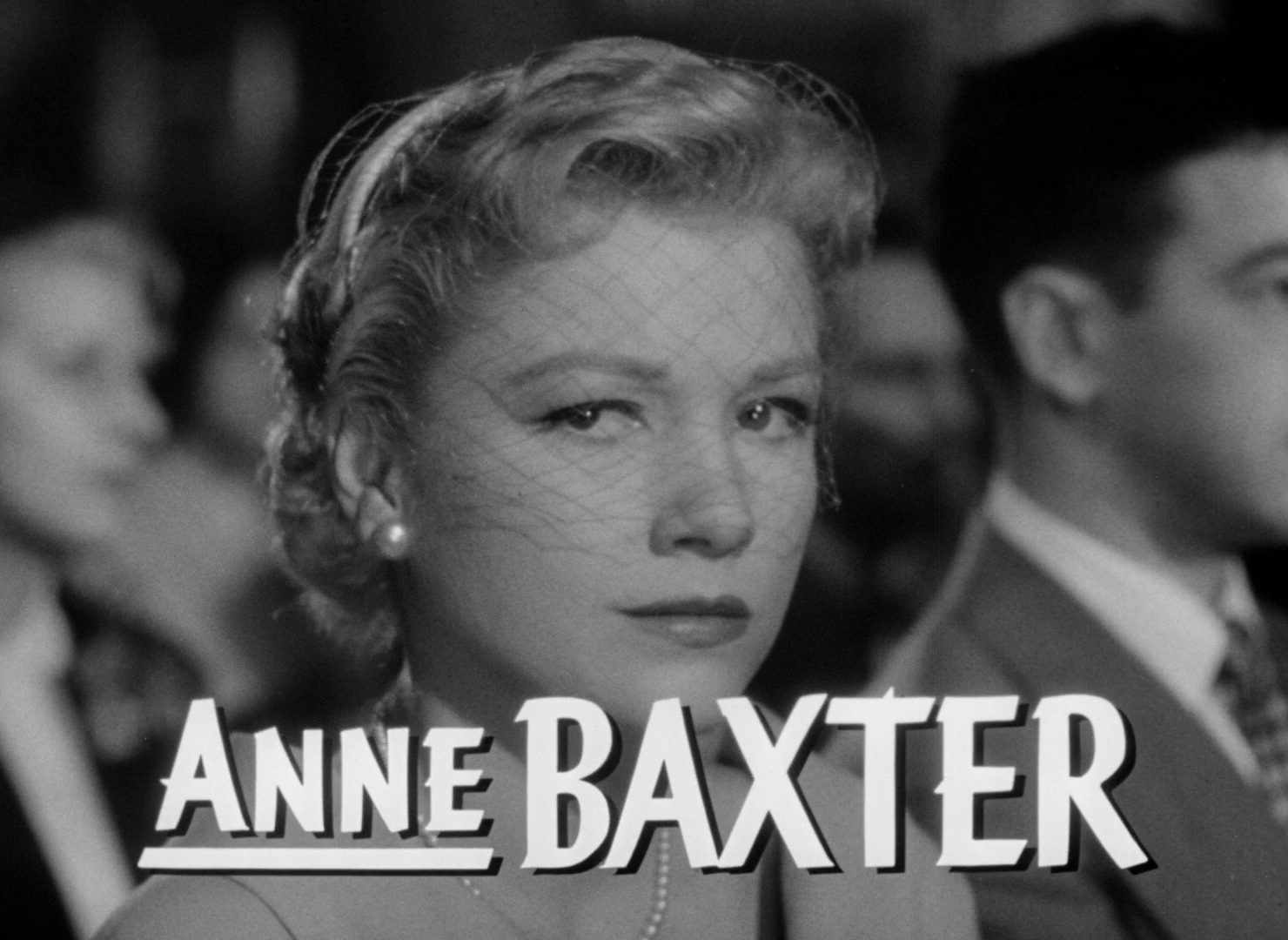
Aktorka w scenie z filmu Wyznaję (1953)

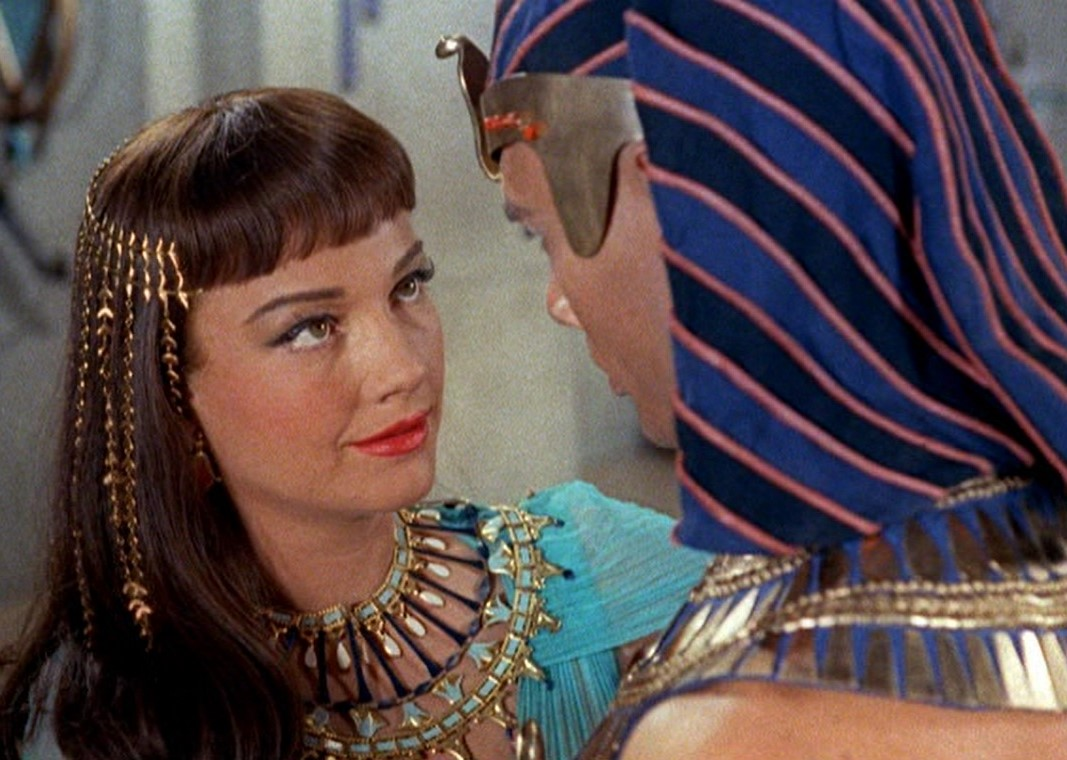
Jako Nefertari w filmie Dziesięcioro przykazań (1956)

- 1940: 20 Mule Team jako Joan Johnson
- 1940: The Great Profile jako Mary Maxwell
- 1941: Charley’s Aunt jako Amy Spettigue
- 1941: Moczary (Swamp Water) jako Julie
- 1942: The Pied Piper jako Nicole Rougeron
- 1942: Wspaniałość Ambersonów (The Magnificent Ambersons) jako Lucy
- 1943: Zanurzenie alarmowe (Crash Dive) jako Jean Hewlett
- 1943: Pięć grobów na drodze do Kairu (Five Graves to Cairo) jako Mouche
- 1943: Blask na wschodzie (The North Star) jako Marina Pavlova
- 1944: Pięciu zuchów (The Sullivans) jako Katherine Mary Sullivan
- 1944: The Purple Heart jako Anne (głos, niewymieniona w czołówce)
- 1944: The Eve of St. Mark jako Janet Feller
- 1944: Guest in the House jako Evelyn Heath
- 1944: Sunday Dinner for a Soldier jako Tessa Osborne
- 1944: Królewski skandal (A Royal Scandal) jako księżna Anna Jaschikoff
- 1946: Smoky jako Julie Richards
- 1946: Anioł na ramieniu (Angel on My Shoulder) jako Barbara Foster
- 1946: Ostrze brzytwy (The Razor's Edge) jako Sophie MacDonald
- 1947: Blaze of Noon jako Lucille Stewart
- 1947: Mother Wore Tights jako narratorka (głos, niewymieniona w czołówce)
- 1948: Powrót (Homecoming) jako pani Penny Johnson
- 1948: The Walls of Jericho jako Julia Norman
- 1948: The Luck of the Irish jako Nora
- 1948: Droga do Yellow Sky (Yellow Sky) jako Constance Mae 'Mike'
- 1949: Jesteś dla mnie wszystkim (You're My Everything) jako Hannah Adams
- 1950: Podróż do Tomahawk (A Ticket to Tomahawk) jako Kit Dodge Jr.
- 1950: Wszystko o Ewie (All About Eve) jako Eve
- 1951: Follow the Sun jako Valerie Hogan
- 1952: The Outcasts of Poker Flat jako Cal
- 1952: Full House jako Joanna Goodwin (nowela „The Last Leaf”)
- 1952: My Wife’s Best Friend jako Virginia Mason
- 1953: Wyznaję (I Confess) jako Ruth Grandfort
- 1953: The Blue Gardenia jako Norah Larkin
- 1954: Lunaparkowa opowieść (Carnival Story) jako Willie
- 1954: Rummelplatz der Liebe (niewymieniona w czołówce)
- 1955: Bedevilled jako Monica Johnson
- 1955: Jedyne pragnienie (One Desire) jako Tacey Cromwell
- 1955: Poszukiwacze złota (The Spoilers) jako Cherry Malotte
- 1956: The Come On jako Rita
- 1956: Dziesięcioro przykazań (The Ten Commandments) jako Nefretiri
- 1956: Niebezpieczne trio (Three Violent People) jako Lorna Hunter Saunders
- 1958: Chase a Crooked Shadow jako Kimberley Prescott
- 1959: Summer of the Seventeenth Doll jako Olive
- 1960: Cimarron jako Dixie Lee
- 1962: Walk on the Wild Side jako Teresina Vidaverri
- 1962: Mix Me a Person jako dr Anne Dyson
- 1965: The Family Jewels jako aktorka w filmie (niewymieniona w czołówce)
- 1966: Las siete magníficas jako Mary Ann
- 1967: Zajęte ciało (The Busy Body) jako Margo Foster Kane
- 1967: Uciekinier (Stranger on the Run) jako Valverda Johnson
- 1968: Companions in Nightmare jako Carlotta Mauridge
- 1970: The Challenger jako Stephanie York
- 1970: Ritual of Evil jako Jolene Wiley
- 1971: Błędne koło jako Cleo
- 1971: The Late Liz jako Liz Addams Hatch
- 1971: If Tomorrow Comes jako panna Cramer
- 1972: The Catcher jako Kate
- 1972: Lapin 360
- 1978: Little Mo jako Jessamyn Connolly
- 1979: Nero Wolfe jako pani Rachael Bruner
- 1980: Jane Austen na Manhattanie (Jane Austen in Manhattan) jako Lilliana Zorska
- 1984: Maska śmierci (The Masks of Death) jako Irene Adler / Pani Norton
- 2010: Synesthesia 4 (The Crash Cycle) jako głos

### Seriale
- 1957: Schlitz Playhouse of Stars
- 1957−1960: General Electric Theater jako Ella Harley / Major Edith Johansen / Stella Rutledge
- 1958: Playhouse 90 jako Pat Bass
- 1958: Lux Playhouse jako Delphine Murphy
- 1959: Wagon Train jako Kitty Angel
- 1959: Riverboat jako Ellie Jenkins
- 1959: Zane Grey Theater jako Laura Fletcher
- 1960: Checkmate jako Beatrice Martin Kipp
- 1960: The DuPont Show with June Allyson jako Louise
- 1961: The United States Steel Hour
- 1963: The Alfred Hitchcock Hour jako Janice Brandt
- 1964: Doktor Kildare (Dr. Kildare) jako Nora Willis
- 1965: The Loner jako Agatha Phelps
- 1966–1967: Batman jako Olga, Królowa Kozaków
- 1967: Cowboy in Africa jako Erica Holloway
- 1967: My Three Sons jako Eileen Talbot
- 1968: The F.B.I. jako Katherine Daly
- 1968: Run for Your Life jako Mona Morrison
- 1968: Wirgińczyk jako Nora Carlton
- 1968–1969: Ironside jako Carolyn White / Panna Flynn
- 1968–1970: The Name of the Game jako Betty-Jean Currier / Louise Harris / Magda Blaine
- 1969: The Big Valley jako Hannah
- 1969–1973: Marcus Welby, lekarz medycyny (Marcus Welby, M.D.) jako Myra Sherwood / Julie Langley Kirk
- 1970: Paris 7000
- 1970: Bracken’s World jako Marian Harper
- 1973: Columbo – odc. „Requiem dla spadającej gwiazdy” („Requiem for a Falling Star”) jako Nora Chandler
- 1973: Cannon jako major Helen Blyth
- 1973: Love Story jako Elaine McKinley
- 1973: Banaczek jako Leslie Lyle
- 1973: Hallmark Hall of Fame jako Margaret Schilling
- 1973: Mannix jako Victoria Page
- 1976: Arthur Hailey's the Moneychangers jako Edwina Dorsey
- 1980: Hagen jako Claudette
- 1981: Na wschód od Edenu (East of Eden) jako Faye
- 1981–1985: Statek miłości (The Love Boat) jako Helen Williams / Priscilla Crawford
- 1983–1986: Hotel jako Victoria Cabot

## Nagrody
- Nagroda Akademii Filmowej Najlepsza aktorka drugoplanowa: 1947 Ostrze brzytwy
- Złoty Glob Najlepsza aktorka drugoplanowa: 1947 Ostrze brzytwy